# 新交響楽団 (アマチュア・オーケストラ)
新交響楽団（しんこうきょうがくだん）は、東京を中心に活動する日本のアマチュア・オーケストラ。通称「新響（しんきょう）」。1956年に作曲家・芥川也寸志によって結成され、2023年現在も約100名の団員で活動を続けている。
1955年2月1日に発足した労音アンサンブルが前身である。1956年3月1日、東京労音新交響楽団として発足し、翌1957年11月21日に第1回定期演奏会が開かれた。1966年3月15日、東京労音より独立した。
1989年の死まで、芥川が音楽監督および常任指揮者を務めたが、それ以降は常任の役職は設置されておらず、団員主体の運営がなされている。
2023年現在、およそ3か月ごとに年4回開催される自主演奏会を中心に活動しており、250回以上を数える。1990年に東京芸術劇場が開館して以来、ほとんどの定期演奏会が同コンサートホールで開催されている。
芥川也寸志をはじめ、伊福部昭・石井眞木など、プロのオーケストラでも演奏機会の少ない日本人作曲家の楽曲を積極的に取り上げていることでも知られる。1976年には『日本の交響作品展』が評価されて第8回鳥井音楽賞（現サントリー音楽賞）を受賞し、同シリーズは1988年まで続いた。1980年には伊福部昭『シンフォニア・タプカーラ』1979年改訂版の初演を、2004年には石井眞木『幻影と死』（遺作）完全版の初演を手掛けている。
また、1986年にはドミートリイ・ショスタコーヴィチの交響曲第4番の日本初演を果たしているほか、山田一雄の指揮によるマーラーの交響曲全曲演奏を1979年から1988年にかけて行った。ハイレベルな演奏をするアマチュア・オーケストラの一つとして評価を得ている。
NHK交響楽団の前身団体と同名であるが、無関係である。

## 受賞歴
- サントリー音楽賞（1976年）

## 過去に共演した指揮者
※出典：
芥川也寸志、近衛秀麿、外山雄三、小林研一郎、山岡重信、堤俊作、河地良智、尾高忠明、山田一雄、今村能、森山崇、本名徹次、原田幸一郎、高関健、石井眞木、フランシス・トラヴィス、小泉和裕、飯守泰次郎、小松一彦、井﨑正浩、渡邉康雄、大町陽一郎、ヴィクトル・ティーツ、ジェームズ・ロックハート、山下一史、曽我大介、矢崎彦太郎、湯浅卓雄、寺岡清高、坂入健司郎 など